# Tuwja Friedman
Tuwja Friedman, Tuwia Frydman, Tadeusz Jasiński (ur. 23 stycznia 1922 w Radomiu, zm. 13 stycznia 2011 w Hajfie) – żydowski działacz, tropiciel nazistowskich zbrodniarzy wojennych, tzw. łowca nazistów. Przyczynił się do ujęcia i osądzenia 250 zbrodniarzy, m.in. Adolfa Eichmanna.

## Życiorys
Urodził się w 1922 roku w Radomiu w rodzinie drukarza. Podczas II wojny światowej został umieszczony w Obozie Pracy dla Żydów przy ul. Szkolnej, gdzie Żydzi zmuszani byli do pracy w fabryce broni. W czerwcu 1944 roku, wykorzystując system kanalizacyjny, udało mu się zbiec z obozu, razem z kolegą.
W 1945 roku zmienił nazwisko na Tadeusz Jasiński i został oficerem śledczym KBW w więzieniu w Gdańsku. Podczas urlopu dopuścił się napaści rabunkowej w Radomiu i zdołał zbiec z miejsca zdarzenia. Następnie opuścił Polskę.
W latach 1946–1952 pracował dla Hagany, ścigając nazistów, i jako dyrektor w wiedeńskim Żydowskim Centrum Dokumentacji Historycznej (Jüdische Historische Dokumentation), współpracując ściśle z założycielem instytutu Szymonem Wiesenthalem (1908–2005).
Następnie wyjechał do Izraela, gdzie po pewnym okresie pracy dla instytutu Jad Waszem, w 1957 roku założył Institute of Documentation for the Investigation of Nazi War Crimes. Prowadząc instytut kontynuował poszukiwanie nazistowskich zbrodniarzy i wywierał naciski na rządy wielu państw, doprowadzając do ich ekstradycji. Przyczynił się do ujęcia i osądzenia 250 zbrodniarzy, m.in. Adolfa Eichmanna. Informacje zgromadzone przez instytut posłużyły jako dowody w procesie Adolfa Eichmanna w latach 1961–62.
Był żonaty z Anną, z którą miał syna.